# 沈學厚
沈學厚，字麟伯，浙江钱塘县人，清朝政治人物，进士出身。
嘉庆元年（1796年）登进士，改翰林院庶吉士。嘉庆十三年八月初二（1808年9月21日），由翰林院编修调任廣西學政。